# Helldorff-Spende
Als Helldorff-Spende (mitunter auch Graf-Helldorff-Spende) wird eine Zwangsabgabe für vermögende Juden in Berlin während der Zeit des Nationalsozialismus bezeichnet. Die Zwangsabgabe wurde von Wolf-Heinrich von Helldorff, ab 1935 Berliner Polizeipräsident, erdacht und ab 1938 ohne Gesetzesgrundlage umgesetzt. Die Bezeichnung der Abgabe als „Spende“ ist euphemistisch, da die Entrichtung niemals freiwillig, sondern im Gegenteil in Berlin für reiche Juden zwingende Voraussetzung zur Erlangung des Passes und damit der Möglichkeit zur lebensrettenden Emigration war.
Der Abgabe unterlagen Berliner, die durch die NS-Rassengesetze als Juden klassifiziert wurden und ein Vermögen von mehr als 300.000 RM besaßen. Diese mussten – abhängig von ihrem Vermögen – zwischen 50.000 und 300.000 RM an einen von Helldorff geschaffenen „Notfonds“ zahlen, der angeblich der Linderung jüdischer Not diente. Die erpresste Summe konnte aber auch bedeutend höher liegen. Nach den Aussagen Betroffener wurden diese in das Polizeipräsidium vorgeladen, wo der Regierungsassessor Müller-Scholtes die Vermögensanmeldung und den konfiszierten Pass des Auswanderers „lockend und vielversprechend“ schwenkte, während er mit ihm über die „Spende“ sprach.
Die Helldorff-Spende mussten unter anderen entrichten:
- William Meinhardt, vor 1933 Generaldirektor von Osram und Aufsichtsratsvorsitzender der Danat-Bank, musste 100.000 RM an Helldorff zahlen, bevor er mit seiner Frau Eva in die britische Emigration flüchten konnte.[2]
- Julius Fromm, Kondomfabrikant.[3]
- Moritz und Eugen Garbaty, Söhne des Zigarettenfabrikanten Josef Garbáty, mussten insgesamt 1,15 Mio. RM an Helldorff zahlen.[4]
- Martha Liebermann, geb. Marckwald und Witwe von Max Liebermann musste 10.000 RM zahlen.[5]
- Paul Mamroth, Mitgründer der AEG. Mamroths Nachbar in Teltow war seit 1935 Graf von Helldorff selbst.[6]
- Paul Mendelssohn Bartholdy, Chemiker, Industrieller und Vorstand bei Agfa, die sein Vater gegründet hatte.[7]

Reinhard Heydrich wies am 11. Februar 1939 auf einer der ersten Sitzungen der Reichszentrale für jüdische Auswanderung auf diese vom Berliner Polizeipräsidenten erhobene Sonderabgabe hin, durch die bis dahin laut Angaben Helldorffs drei Millionen Reichsmark an das Reichswirtschaftsministerium abgeführt worden seien. Heydrich machte jedoch keine Angaben über die Gesamtsumme und darüber, welche Beträge zu anderweitiger Verfügung bei der Polizei verblieben waren. Als eigentliches Vorbild für die bald darauf im „Altreich“ erhobene Auswandererabgabe wird jedoch die sogenannte Passumlage angesehen, die Adolf Eichmann seit 1938 durch die Zentralstelle für jüdische Auswanderung in Wien erhoben hatte.
Angeblich wurde die halboffizielle Aktion Helldorffs 1939 durch Göring gestoppt, nachdem dieser durch die jüdische Gemeinde Berlins darauf aufmerksam gemacht worden war. Mit dem Ausbruch des Zweiten Weltkriegs am 1. September 1939 waren die legalen Möglichkeiten zur Emigration in ein sicheres Land für deutsche Juden, unabhängig vom Ende dieser Zwangsabgabe, bereits stark eingeschränkt, ab Oktober 1941 nach einem entsprechenden Verbot durch Heinrich Himmler praktisch abgeschnitten.
Die zur Zahlung der „Helldorff-Spende“ erpressten Überlebenden konnten in der Bundesrepublik Deutschland nach 1956 unter bestimmten Voraussetzungen entschädigt werden, da die Zwangsabgabe als „echte Sonderabgabe“ gemäß § 59 BEG gewertet wurde.